# Городиловичи (Верхнедвинский район)
Городиловичи (бел. Гарадзі́лавічы) — деревня в Верхнедвинском районе Витебской области Республики Беларусь. В составе Освейского сельсовета.

## География
Через деревню проходит дорога Н-2206.
В 1 км на запад от деревни расположена гора Городиловская (191,8 м), одна из наивысших точек Верхнедвинского района, — наивысший пункт Освейской гряды.
Ближайшие населённые пункты Дуброво, Церковно, Чапаевский и др.

### Гидрография
Недалеко вокруг расположены озера Освейское, Тятно, Белое.

## История
В 1906 году в Дриссенском уезде Освейской волости Витебской губернии.
До 27 октября 2013 года деревня входила в состав Чапаевского сельсовета.

## Население

### Численность
- 2019 год — 15 жителей

### Динамика
- 1906 год — 67 дворов (деревня)[2]
- 1999 год — 46 жителей (перепись населения)
- 2009 год — 23 жителей (перепись населения)[2]
- 2019 год — 15 жителей (перепись населения)

## Достопримечательность
- Памятник Герою Советского Союза Макеенку Ивану Андреевичу[4].
- Заказник "Освейский"

## Известные лица
- Иван Андреевич Макаеенок (1914-1944) — участник Великой Отечественной войны. Герой Советского Союза (1944)[5].